# Anatoli Fomitsch Sass
Anatoli Fomitsch Sass (russisch Анатолий Фомич Сасс; * 22. Dezember 1935 in Moskau; † 31. August 2023) war ein sowjetischer Ruderer und Olympiasieger.

## Karriere
Der für Trud Moskau und Spartak Moskau rudernde Sass startete bereits bei den Olympischen Sommerspielen 1964 im Vierer ohne Steuermann mit Celestinas Jucys, Eugenijus Levickas und Jonas Motiejūnas aus der Litauischen SSR. Die Mannschaft verpasste allerdings den Finaleinzug und belegte Platz 7 in der Gesamtwertung. Im Folgejahr stieg Sass in den Einer um und startete bei den Europameisterschaften in Duisburg, wo er hinter dem westdeutschen Ruderer Jochen Meißner die Silbermedaille gewann. Zwei Jahre später gewann er in dieser Disziplin auch die Sowjetischen Rudermeisterschaften, bevor er für die olympische Saison 1968 mit dem zwölf Jahre jüngeren Alexander Timoschinin einen Doppelzweier bildete. Das Duo gewann den sowjetischen Meistertitel und später die Goldmedaille bei den Olympischen Spielen 1968 in Mexiko-Stadt auf der Regattastrecke in Xochimilco mit einer Sekunde Vorsprung vor den Niederländern Henricus Droog und Leendert van Dis.
Nach dem Gewinn der olympischen Goldmedaille wurde Sass im Jahr 1968 als Verdienter Meister des Sports der UdSSR und mit dem Orden des Roten Banners der Arbeit ausgezeichnet.

## Erfolge

### Olympische Spiele
- 1968: Gold im Doppelzweier[3]
- 1964: 7. Platz im Vierer ohne Steuermann

### Europameisterschaften
- 1965: Silber im Einer[4]

### Sowjetische Meisterschaften
- 1968: Gold im Doppelzweier
- 1967: Gold im Einer

## Auszeichnungen
- 1968:  Verdienter Meister des Sports der UdSSR
- 1968:  Orden des Roten Banners der Arbeit[2]